# Nicolas de Longobardi
Nicolas de Longobardi, dans le siècle Giovanni Battista Clemente Saggio le 6 janvier 1650 et mort le 3 février 1709, est un saint italien, de l'ordre des Minimes. Liturgiquement, il est commémoré le 2 février.

## Biographie

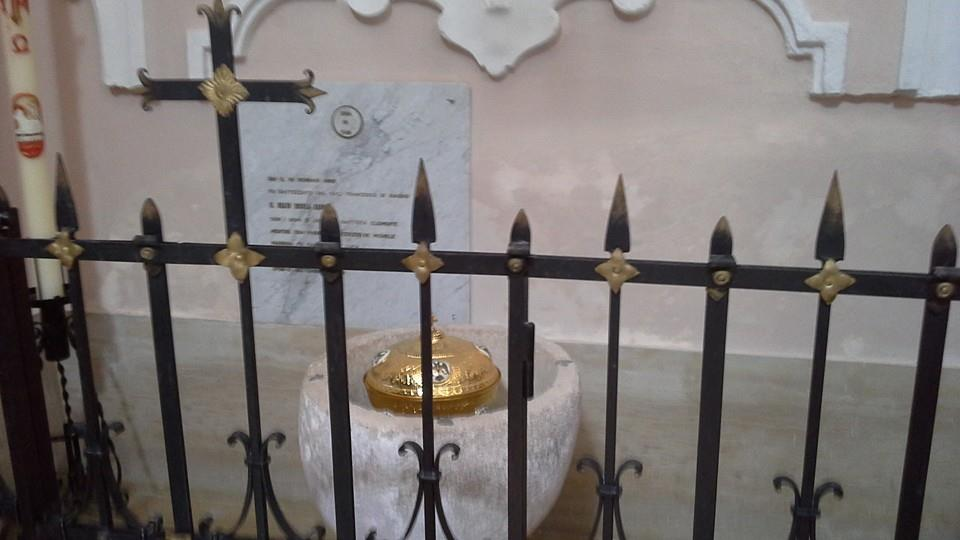
Les fonts baptismaux où fut baptisé le bienheureux Nicola Saggio.

Né le 6 janvier 1650 à Longobardi en Calabre, dans le royaume de Naples, il est le fils du fermier Fulvio Saggio, et d'Aurelia née Pizzini, fileuse. Il est l'aîné de cinq enfants. Il est baptisé le 10 janvier sous les noms de Jean-Baptiste-Clément (Giovanni Battista Clemente). Il prend conscience de sa vocation religieuse en fréquentant un couvent de l'Ordre des Minimes où il apprend à lire et à écrire. Il se confesse chaque semaine dès son adolescence et prend son rosaire lorsqu'il travaille aux champs. Il reçoit le sacrement de la confirmation le 3 mai 1668, puis devient tertiaire chez les Minimes. Il continue son travail de paysan jusqu'à l'âge de vingt ans environ et s'attire la sympathie de ses amis paysans. Cependant lorsqu'il émet le vœu d'entrer chez les Minimes, sa famille est réticente car cela fait deux bras en moins. Mais finalement ses parents acceptent et il entre au noviciat. Il prononce ses vœux sous le nom de Nicola (Nicolas en français) suivi comme il est de tradition chez les Franciscains et les Minimes de son lieu de naissance. Il est assigné aux tâches les plus humbles à la cuisine, à l'infirmerie, au potager, etc. du couvent de Longobardi, puis il est transféré au couvent de San Marco Argentano, à celui de Montalto uffugo, puis au couvent de Cosenza et enfin à celui de Spezzano della Sila. Il se fait connaître aussi comme catéchiste.
En 1677, il est appelé au couvent de Paule où le provincial le choisit comme secrétaire pour la visite canonique. En mai 1679, il est appelé au couvent Saint-François-de-Paule de Rome. Sa réputation de catéchiste s'affermit auprès des familles des environs et chez ses frères de l'ordre. En 1683, sa vie spirituelle est marquée par un pèlerinage à Notre-Dame de Lorette où il demande l'intercession de Marie pour la libération de Vienne alors occupée par les Turcs. Il décide aussi d'orienter encore plus sa vie vers les conseils évangéliques. Il fait ensuite des expériences mystiques centrées autour de la contemplation du mystère de la Trinité. Il est rappelé au couvent de Paule, puis en 1694 à Longobardi pour aider à restaurer le couvent. Il s'attire l'estime de la famille des princes Colonna qui protège le couvent. Retournant à Rome en prenant l'office de sacristain, le Frère Nicolas s'occupe des indigents, visite régulièrement les sept basiliques de Rome et catéchise. Il continue aussi à connaître des expériences mystiques dont celle de la transverbération, sentant un ange avec une pointe de feu ou bien recevant l'anneau sponsal des mystiques à l'instar de sainte Thérèse d'Avila ou de sainte Catherine de Sienne. Il s'offre en victime en 1709 alors que Rome est menacée de saccage par les troupes ennemies. Il participe à des veillées de prières et d'adoration. Mais il doit s'aliter à cause d'une inflammation pulmonaire. Sa chambre devient un véritable lieu de pèlerinage de la part de gens de toute condition, pauvres ou riches, nobles ou humbles, confrères et prélats. Il reçoit l'extrême-onction le 2 février 1709 et meurt le lendemain en s'exclamant: « paradis, paradis ! » à l'âge de cinquante-neuf ans.

## Vénération
Pie VI a présidé le rite de béatification le 17 septembre 1786 dans la basilique vaticane. Après la béatification, il a été fait patron de Longobardi, son pays natal.
Le miracle retenu pour la canonisation s'est produit en 1938 en faveur d'un maçon de Longobardi tombé d'un échafaudage sans se blesser. L'enquête diocésaine a eu lieu de 2008 à 2009. Nicolas de Longobardi a été canonisé par le pape François le 23 novembre 2014 à Rome.